# ادبیات تجربی
ادبیات تجربی (انگلیسی: Experimental literature) به‌طور کلی عنوان یک سبک یا آرایه‌ای ادبی است که در ادبیات و شعر و شاعری کاربرد دارد. ادبیات تجربی در بیشتر مواقع منتج به نوآوری در تکنینک‌های روایت می‌گردد. گاهی از آن با عنوان ادبیات آزمایشی هم نام برده می‌شود.